# بيت الرازحى (قفل شمر)

تعديل مصدري - تعديل

بيت الرازحى هي إحدى قرى عزلة المخلاف بمديرية قفل شمر التابعة لمحافظة حجة، بلغ تعداد سكانها 157 نسمة حسب تعداد اليمن لعام 2004.